# Blender Foundation
Blender Foundation je nezisková organizace, která vyvíjí Blender, open source program pro modelování 3D objektů.
Organizace produkovala dosud 3 animované krátké filmy a to Elephants Dream (2006), Big Buck Bunny (2008) a Sintel (2010). Všechny filmy kromě prvního vytvářelo studio Blender Institute, které je součástí Blender Foundation.
Blender Institute též stojí za hrou Yo Frankie! (2008), která je založená na hlavní postavě z filmu Big Buck Bunny.

## Cíle
- zajistit služby pro aktivní uživatele a vývojáře Blenderu
- zachovat a vylepšovat současný Blender díky veřejně dostupným zdrojovým kódům pod licencí GNU GPL.
- vytvořit mechanismy pro financovaní cílů nadace a pokrytí nákladů nadace
- dát celosvětově internetové komunitě přístup k 3D technologiím hlavně pomocí Blenderu

## Blender Institute
Studio se zabývá organizací cílů pro Blender Foundation, ale nejvíce je zaměřené na Open Projects tedy 3D filmy, hry a efekty. Díky těmto projektům vývojáři přizpůsobují a vyvíjí nové funkce pro Blender s větší efektivitou.
Každé dílo vydané tímto studiem jako Open Project se vyznačuje tím, že každý může distribuovat dílo dál, upravovat ho díky licencím Creative Commons. Každé vydané dílo bylo též vytvořeno za použití bezplatného nebo open source softwaru.